# Laevityphis bullisi
Laevityphis bullisi is een slakkensoort uit de familie van de Muricidae. De wetenschappelijke naam van de soort is voor het eerst geldig gepubliceerd in 1969 door Gertman.